# Отова (бронепалубен крайцер, 1903)
Отова (на японски: 音羽, известен и като „Отава“) e бронепалубен крайцер на Императорските ВМС на Япония, построен по програмата от 1896 г. Участва в Руско-японската и Първата световна война.
Крайцерът получава името си в чест на планината Отова, разположена в централна Япония, в префектура Киото.

## Проектиране и построяване
Крайцерът „Отова“ следва да бъде трети кораб в проекта „Ниитака“, но поради бюджетни ограничения проектът е преработен. Водоизместимостта е намалена с 10%, поставено е по-слабо въоръжение. „Отова“ става първият боен кораб, окомплектован с японските водотръбни котли тип „Кампон“ и последният японски бронепалубен крайцер с таранен форщевен, последният заложен преди руско-японската война кораб. Корабът е построен от Морския Арсенал в Йокосука за рекорден срок – 20 месеца.

## История на службата

### Руско-японска война
Веднага след края на строителството му „Отова“ отплава от Сасебо и се насочва към Порт Артур, за да се присъедини към блокиращия града японски флот. На 16 септември корабът пристига в района на бойните действия и е включен в състава на 3-ти боен отряд на 1-ва ескадра на Съединения флот. По време на обсадата „Отова“ разузнава и носи дозорна служба. На 13 декември „Отова“ спасява екипажа на потъналия след сблъсък с мина крайцер „Такасаго“.
От 14 февруари до 6 март 1905 г. „Отова“ конвоира транспортните съдове, прехвърлящи частите на 2-ра резервна дивизия в северна Корея.
На 27 май 1905 г., в Цушимското сражение, „Отова“ действа в състава на 3-ти боен отряд на вицеадмирал С. Дева. Крайцерът участва в боя с руските крайцери „Олег“, „Аврора“ и „Жемчуг“, а също води огън по плаващата работилница „Камчатка“ и буксирния параход „Русь“ и транспортите на руската ескадра. След излизането от строя на „Касаги“, около 17.00, „Отова“ и „Ниитака“ временно влизат в състава на 4-ти боен отряд на вицеадмирал Уриу Шотокичи. В хода на боя крайцера „Отова“ не получава повреди.
В утрото на 28 май „Ниитака“ и „Отова“ се насочват за прехващане на забелязан неприятелски кораб. Това е крайцерът „Светлана“, тежко повреден в дневния бой на 27 май, опитващ се да достигне бреговете на Корея за отстраняване на повредите и прехвърляне на въглища на съпровождащия го миноносец „Быстрый“. В 09.30 руският кораб първи открива огън от кърмовите оръдия. Крайцерът „Отова“ започва стрелбата около 09.45, снарядите на крайцера „Ниитака“ не достигат до противника, и до 10.25 той е принуден да преустанови стрелбата. Към 10.30 на „Светлана“ вече бушува пожар и корабът започва да потъва, снарядите за 152 mm оръдия свършват. Около 11.00 руският крайцер потъва. В крайцера „Отова“ падат два руски снаряда, в резултат на което загива един офицер и четири матроса, 23 души са ранени. „Отова“ продължава да води огън по потъващия руски крайцер, след като „Светлана“ прекратява стрелбата, а екипажът започва да напуска кораба. Японските кораби не започват спасяване на бедстващите моряци, започвайки преследване на миноносеца „Быстрый“ и по погрешка приетия за руска канонерска лодка норвежки китобоен съд.
Около 16.00 на 28 май „Ниитака“ и „Отова“ се присъединяват към 4-ти отряд и участват в последния морски бой в руско-японската война боя с крайцера „Дмитрий Донски“. В хода на боя „Отова“ е ударен от един снаряд, двама матроси са ранени.
След Цушимското сражение „Отова“, от юни 1905 г., в състава на своя отряд носи стражева служба в Цушимския пролив. В началото на август участва в конвоирането на транспортите, прехвърлящи подкрепления в северната част на Корея.
На 10 октомври „Отова“, в Цушимския пролив, задържа немския параход „Ханс Вагнер“ (Hans Wagner), плаващ с товар строителни материали и продоволствие към Владивосток.

### Между двете войни
В 1908 г. „Отова“ участва в първите послевоенни маневри на флота, действайки в състава на 4-та бригада крайцери на 1-ва ескадра.
В 1912 г. „Отова“ е прекласифициран в лек крайцер (крайцер 2-ри ранг).

### Първа световна война
С началото на войната крайцерът „Отова“ е флагмански кораб на 1-ви отряд миноносци на 1-ва ескадра на Съединения флот. От края на август 1914 г. патрулира между Шанхай и Сингапур.
През февруари 1915 г. в Сингапур се случва метеж на полка на сипаите, за потушаването на който от британски, френски, японски и руски кораби (спомагателният крайцер „Орел“) е стоварен десант. От японските крайцери „Цушима“ и „Отова“ са изпратени 75 моряка.
На 25 юли 1917 година при преход от Йокосука в Сасебо „Отова“ в гъста мъгла се натъква на скала до крайбрежието на префектура Мие на източното крайбрежие на Япония. Корпусът на кораба се пречупва и екипажът напуска крайцера. На 1 декември 1917 г. крайцерът „Отова“ е изключен от списъците на флота.

## Галерия
- Крайцерът „Отова“ и броненосецът „Суво“, 1906 г. в Йокосука
- „Отова“, 1905 г.